# Lebetus
Lebetus är ett släkte av fiskar som beskrevs av Winther, 1877. Lebetus ingår i familjen smörbultsfiskar.
Kladogram enligt Catalogue of Life och Dyntaxa: